# 1925. március 30-i konzisztórium
Az 1925. március 30-i konzisztóriumot XI. Piusz pápa hívta össze. Összesen 2 új bíborost kreált.
| Nº                     | Ország                 | Név                          | Életkor                | Hivatal                         |
| Pápaválasztó bíborosok | Pápaválasztó bíborosok | Pápaválasztó bíborosok       | Pápaválasztó bíborosok | Pápaválasztó bíborosok          |
| ---------------------- | ---------------------- | ---------------------------- | ---------------------- | ------------------------------- |
| 1                      | Spanyolország          | Eustaquio Ilundáin y Esteban | 62                     | a Sevillai főegyházmegye érseke |
| 2                      | Spanyolország          | Vicente Casanova y Marzol    | 70                     | a Granadai főegyházmegye érseke |